# Trattato franco-olandese sui controlli delle frontiere di Saint Martin
Il trattato franco-olandese sui controlli alle frontiere di Saint Martin (in francese: Traité entre le Royaume des Pays-Bas et la République française sur le contrôle des personnes entrant dans Saint Martin dans les aéroports, in olandese: Verdrag tussen het Koninkrijk der Nederlanden en de Franse Republiek inzake personencontrole op de luchthavens op Sint Maarten), è un trattato sancito tra i Paesi Bassi e la Francia, che mira a migliorare i controlli alle frontiere nei due aeroporti dell'isola di Saint Martin, la quale è divisa tra Sint Maarten (Olandese) e Saint Martin (collettività francese).
Gli aeroporti interessati sono l'aeroporto internazionale "Princess Juliana" e l'aeroporto di L'Espérance.

## Storia
Il trattato è stato firmato il 17 maggio 1994 a Parigi ed è redatto sia in francese e in olandese.

### Ratifica ed esecuzione
La ratifica si è rivelata difficile nei Paesi Bassi. Un parere del parlamento delle Antille olandesi, secondo il quale il trattato avrebbe avuto effetti negativi sull'industria turistica di Sint Maarten, inizialmente bloccò la ratifica. Nel 1999 il parlamento del Regno dei Paesi Bassi decise di sospendere la ratifica fino a quando Sint Maarten non avesse chiarito la sua posizione. La posizione di Sint Maarten non fu mai chiarita. Dopo che la Francia mise sotto pressione il governo olandese, il trattato fu infine ratificato nel 2006, con grande disappunto del leader dell'Alleanza Progressista Popolare.
Il Trattato è entrato in vigore il 1º agosto 2007.
A inizio 2016 il Trattato non era ancora stato implementato. Il governo di Sint Maarten annunciò a gennaio 2016 che era stato costituito un apposito gruppo di lavoro e che vi era un "costante progresso" verso l'implementazione.

## Disposizioni

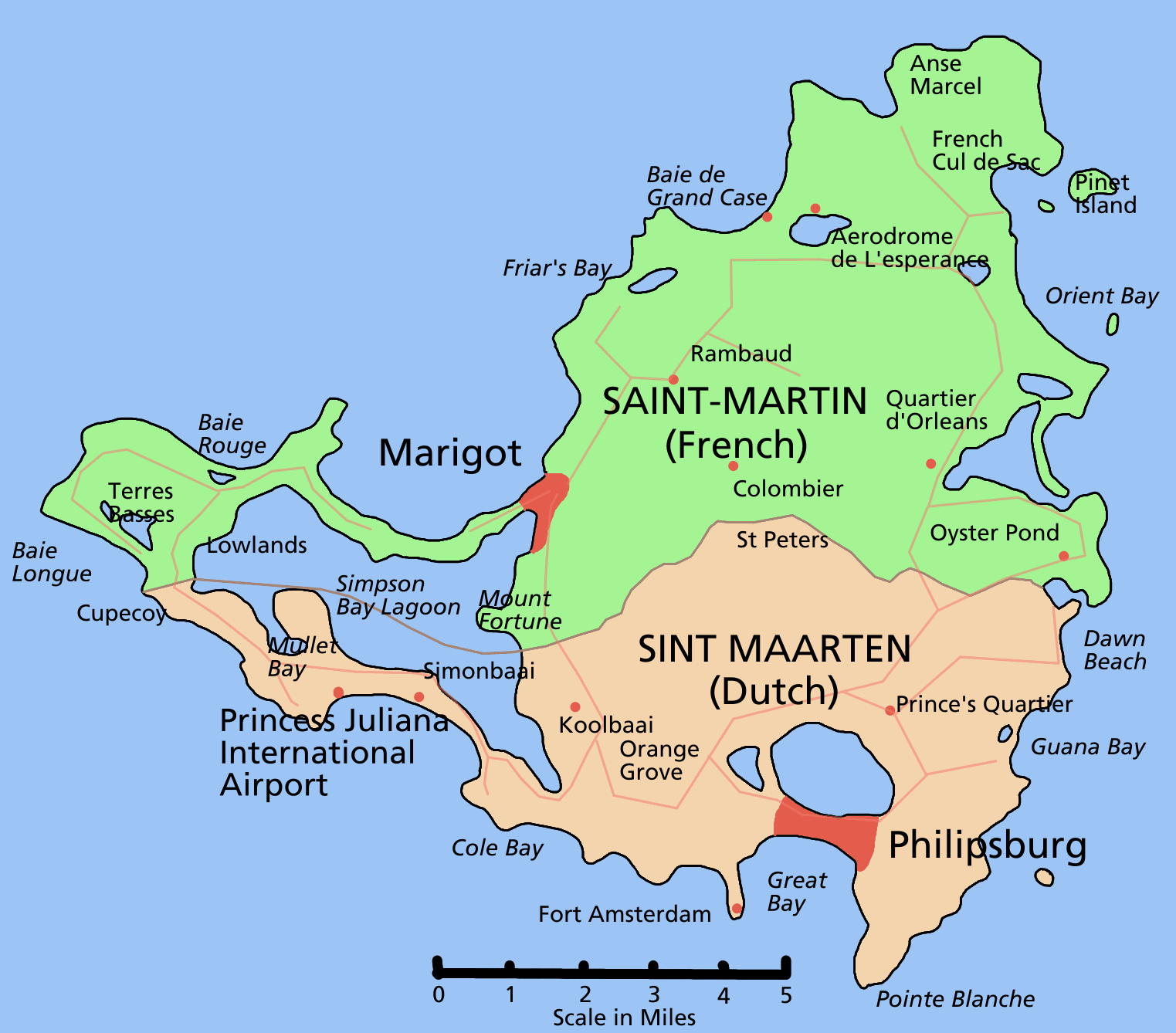
Saint Martin è diviso in una parte francese e una parte olandese.

Il trattato consente di effettuare controlli congiunti alle frontiere negli aeroporti di Saint Martin. Il trattato specifica che, affinché uno straniero sia ammesso a Saint Martin, deve avere un visto (o un permesso di sbarco) sia da parte olandese sia francese. Ciò ha provocato controversie nella parte olandese, che ha un regime di visti più liberale. La parte francese è una regione ultraperiferica dell'Unione europea e utilizza quindi il suo elenco di visti.
Inizialmente ciò ha fatto sì che ai cittadini di tredici paesi della regione caraibica fosse richiesto di ottenere un visto per atterrare all'aeroporto Princess Juliana, cosa che prima non era necessaria. A seguito di negoziati, la Francia ha accettato di limitare i requisiti aggiuntivi per la concessione del visto a quattro paesi della regione: Dominica, Giamaica, Guyana e Suriname. Sono in corso negoziati per rimuovere il Suriname dall'elenco.
I controlli aeroportuali alle frontiere sono effettuati congiuntamente dalle autorità olandesi e francesi. Il comitato e il gruppo di lavoro istituiti dall'articolo 13 del trattato franco-olandese determinano un elenco di voli da sottoporre al controllo congiunto alle frontiere. Sia il comitato che il gruppo di lavoro sono composti da rappresentanti di entrambe le parti e si incontrano una volta all'anno.
L'esecuzione del trattato è contrastata da Sint Maarten, il cui primo ministro dal 2010 al 2014, Sarah Wescot-Williams, ha affermato che il trattato mette in pericolo gli interessi turistici dell'isola. L'esecuzione del trattato avrebbe dovuto iniziare il 1º aprile 2009, ma è stato rinviata, in quanto il gruppo di lavoro non era ancora installato.